# Barry Levinson
Barry Levinson (Baltimore, Maryland, 1942. április 6. –) Oscar-díjas amerikai forgatókönyvíró, filmrendező, producer.

## Élete
Egyetemi tanulmányait az Amerikai Egyetemen végezte, Washingtonban.
Egy washingtoni tv-adónál felvételvezető volt, majd Los Angelesben tv-komédiák forgatókönyvírója és színésze volt. A Carol Burnett-show írója volt 1973-1976 között. Később filmszövegeket írt. Tv-műsorok producere.

## Magánélete
1975–1982 között Valerie Curtin volt a felesége. Jelenleg Diana Rhodes-sal él.

## Filmográfia
- The Carol Burnett-show (1973-1976) (TV)
- Gyilkosságok péntek este (The Internecine Project) (1974) – forgatókönyvíró és producer
- Street Girls (1975) – forgatókönyvíró
- Silent Movie (1976) – forgatókönyvíró
- High Anxiety (1977) – forgatókönyvíró
- Az igazság mindenkié (...And Justice for All.) (1979) – forgatókönyvíró
- Inside Moves (1980) – forgatókönyvíró
- Házasodjunk, vagy tán mégse? (Best Friends) (1982) – forgatókönyvíró
- Az étkezde (Diner) (1982) – rendező és forgatókönyvíró
- Aranyoskám (Tootsie) (1982) – forgatókönyvíró (10 Oscar-díj jelölés)
- Őstehetség (The Natural) (1984) – rendező (4 Oscar-díj jelölés)
- Maradok hűtlen híve (Unfaithfully Yours) (1984) – forgatókönyvíró
- Az ifjú Sherlock Holmes és a félelem piramisa (Young Sherlock Holmes) (1985) – rendező (1 Oscar-díj jelölés)
- Jó reggelt, Vietnam! (Good Morning, Vietnam) (1987) – rendező (1 Oscar-díj jelölés)
- Bádogemberek (Tin Men) (1987) – rendező, író és forgatókönyvíró
- Esőember (1988) – rendező (4 Oscar-díj a 8 jelölésből)
- Avalon (1990) – rendező, forgatókönyvíró és producer (4 Oscar-díj jelölés)
- Bugsy (1991) – rendező (2 Oscar-díj a 10 jelölésből)
- Játékszerek (Toys) (1992) – rendező, forgatókönyvíró és producer (2 Oscar-díj jelölés)
- Zaklatás (Disclosure) (1994) – rendező és producer
- Jimmy Hollywood (1994) – forgatókönyvíró és rendező
- Pokoli lecke (Sleepers) (1996) – rendező, forgatókönyvíró és producer (1 Oscar-díj jelölés)
- Fedőneve: Donnie Brasco (Donnie Brasco) (1996) – producer
- Amikor a farok csóválja… (Wag the Dog) (1997) – rendező és producer (2 Oscar-díj jelölés)
- A második polgárháború (The Second Civil War) (1997) – executive producer (tv-film) (dokumentumfilm)
- Oz (1997–2003) – executive producer (tv-filmsorozat)
- A gömb (Sphere) (1998) – rendező és producer
- Szabad a szerelem (Liberty Heights) (1999) – rendező és forgatókönyvíró
- Original Diner Guys (1999)
- The 20th Century: Yesterday's Tomorrows (1999) – rendező (tv-film) (dokumentumfilm)
- Filmrendező portrék: Barry Levinson (The Directors: Barry Levinson) (2000) – szereplő (portréfilm)
- Viharzóna (The Perfect Storm) (2000) – executive producer
- Örök darab (An Everlasting Piece) (2000) – rendező és producer
- A 12-es körzet (The Beat) (2000) – rendező (tv-filmsorozat)
- Banditák (Bandits) (2001) – rendező
- The Jury (2004) – rendező (tv-film)
- Vallatás (Strip Search) (2004) – executive producer
- Irigy kutya (Envy) (2004) – rendező
- Az év embere (Man of the Year) (2006) – rendező és forgatókönyvíró
- Minden azzal kezdődött (What Just Happened) (2008) – rendező
- Poliwood (2009) – rendező (tv-film) (dokumentumfilm)
- The Band that Wouldn't Die (2009) – író és rendező (tv-film) (sport dokumentumfilm)
- Dr. Halál (You Don't Know Jack) (2010) – rendező (tv-film)
- The Bay (2012) – rendező
- Copper (2012) – executive producer
- Muhammad Ali a Legfelsőbb Bíróság ellen (Muhammad Ali's Greatest Fight) (2013) – színész
- Rock the Kasbah (2014) – rendező